# Dogecoin
Dogecoin  (/ˈdoʊʒkɔɪn/, ký hiệu: DOGE, biểu tượng: Đ hoặc D), là một loại tiền tệ kỹ thuật số được dựa trên Litecoin. Thiết kế của nó lấy ý tưởng từ meme "Doge" . Nó được ra mắt vào ngày 8 tháng 12 năm 2013 . Dogecoin có tốc độ tạo xu ban đầu nhanh hơn so với các loại tiền tệ kỹ thuật số khác. Đã có xấp xỉ 100 tỉ xu được lưu hành vào cuối năm 2014. Sau đó, 5,2 tỉ xu sẽ được tạo ra mỗi năm. Cho đến ngày 14 tháng 2 năm 2020, đã có 123.309.637.248 xu được tạo . Mặc dù hiện tại Dogecoin có ít ứng dụng thương mại, loại tiền tệ này đang tiến tới việc được sử dụng rộng rãi để tặng tiền boa qua mạng sau khi một người đăng thông tin thú vị hoặc hữu ích lên các cộng đồng trên mạng . Khẩu hiệu của Dogecoin là "To the moon!" .
Ký hiệu của Dogecoin là chữ eth của tiếng Iceland, tức chữ hoa của ð, chứ không phải chữ Đ của tiếng Việt.

## Khái quát và lịch sử
Dogecoin được tạo ra bởi lập trình viên và cựu kỹ sư IBM, Billy Markus ở Portland, Oregon. Ban đầu ông đang thử nghiệm với một loại tiền tệ kỹ thuật số khác của chính ông tên là "Bells" dựa trên series Animal Crossing của Nintendo. Ông hy vọng loại tiền tệ kỹ thuật số này sẽ vươn tới được những nhóm người dùng khác ngoài những nhà đầu tư mà đã tạo ra nền kinh tế của Bitcoin và không dính đến những tranh cãi trong lịch sử Bitcoin (như thực hiện giao dịch chợ đen ở web Silkroad) .
Vào cùng thời gian đó, bạn của ông, Jackson Palmer, một nhân viên bộ phận marketing của Adobe Systems ở Sydney, Úc, và là người ban đầu nghĩ ra ý tưởng về Dogecoin, đã được một học sinh ở Đại học Front Range thuyết phục qua Twitter để biến ý đó tưởng thành hiện thực . Điều này dẫn Palmer tới gặp Markus .
Sau khi được nhắc đến vài lần trên Twitter, Palmer đã mua tên miền dogecoin.com, sau đó cho Markus xem và nhanh chóng tạo sự hợp tác giữa Markus và Palmer. Dogecoin được phát hành một thời gian ngắn sau khi Markus hoàn thành ví Dogecoin . Markus tạo Dogecoin dựa trên Litecoin , nghĩa là nó cũng sử dụng thuật toán scrypt. Mạng lưới Dogecoin ban đầu có giới hạn 100 tỉ xu .
Vào ngày 19 tháng 12, giá trị của Dogecoin tăng 300% trong vòng 24 giờ, từ $0.00026 lên $0.00095 , với khối lượng giao dịch hàng trăm Bitcoin mỗi ngày trong lúc Bitcoin và nhiều loại tiền tệ kỹ thuật số khác đang mất giá do quyết định cấm các ngân hàng đầu tư Nhân dân tệ vào nền kinh tế Bitcoin của Trung Quốc . Vào ngày 22 tháng 12, Dogecoin chứng kiến cuộc sụt giá mạnh đầu tiên với việc sụt 80% giá trị do các pool lớn lợi dụng yêu cầu sức mạnh tính toán thấp để đào xu tại thời điểm đó .
Vào ngày 24 tháng 12, Ngân hàng Dự trữ Ấn Độ cảnh báo người dùng Dogecoin và các loại tiền tệ kỹ thuật số khác về những nguy cơ liên quan tới chúng .
Vào Giáng sinh năm 2013, vụ cướp Dogecoin lớn đầu tiên xảy ra khi hàng triệu xu đã bị đánh cắp trong một vụ tấn công vào dịch vụ ví nền web Dogewallet và Instadoge . Kẻ tấn công đã truy cập vào dữ liệu của dịch vụ và thay đổi địa chỉ gửi/nhận để gửi toàn bộ xu vào một địa chỉ ví nhất định . Sự việc này đã đột ngột tăng số lượng tweet về Dogecoin, biến nó thành loại tiền tệ kỹ thuật số được nhắc đến nhiều nhất trên Twitter. Sau đó, một chương trình gây quỹ có tên Save Dogemas Lưu trữ ngày 7 tháng 2 năm 2014 tại Wayback Machine đã dặt mục tiêu ủng hộ 15 triệu xu cho nạn nhân của cuộc tấn công. Cho đến tháng 2 năm 2014, 15.006.219 Dogecoin đã được ủng hộ.
Duy nhất tại thời điểm tháng 1 năm 2014, khối lượng giao dịch của Dogecoin đã vượt Bitcoin và tất cả các loại tiền tệ kỹ thuật số thay thế khác cộng lại .
Vào ngày 19 tháng 1 năm 2014, một chương trình gây quỹ đã được thành lập bởi cộng đồng Dogecoin để ủng hộ $30.000 cho đội trượt tuyết xe Jamaica do họ đủ tiêu chuẩn nhưng không có đủ tiền để dự Thế vận hội Olymic Mùa đông Sochi. Trong vòng hai ngày, chương trình đã đạt được mục tiêu $30.000 , và tỷ giá Dogecoin/Bitcoin tăng 50% . Sau đó, cộng đồng Dogecoin tiếp tục ủng hộ cho vận động viên Sochi Olympic thứ hai Shiva Keshavan.

## Ứng dụng và giao dịch
Một vài sàn giao dịch trên mạng đã hỗ trợ quy đổi DOGE/BTC  và DOGE/LTC . Có duy nhất một sàn giao dịch hỗ trợ quy đổi DOGE/CNY đó là Bter .
Vào ngày 8 tháng 1 năm 2014, Altquick.co trở thành sàn giao dịch đầu tiên hỗ trợ quy đổi DOGE/USD .
Vào ngày 30 tháng 1 năm 2014, sàn giao dịch Vault of Satoshi đặt tại Canada cũng thông báo hỗ trợ quy đổi DOGE/USD và DOGE/CAD . Vào ngày giao dịch đầu tiên, Dogecoin là loại tiền tệ kỹ thuật số được giao dịch nhiều thứ hai, sau Bitcoin .
Vào ngày 31 tháng 1 năm 2014, khối lượng giao dịch trên những sàn giao dịch lớn đạt 1,5 triệu USD. Giá trị vốn hóa thị trường là 60 triệu USD. Phần lớn giao dịch được thực hiện trên ba sàn giao dịch: Bter (60%), Cryptsy (23%) và Vircurex (10%). Ba cặp tiền tệ được trao đổi nhiều nhất là DOGE/BTC (50%), DOGE/CNY (44%) và DOGE/LTC (6%) .
Trao đổi hàng hóa ngoài đời thực với DOGE được thực hiện qua các cộng đồng trên mạng như Reddit và Twitter .

## Phương thức giao dịch
Dogecoin hoạt động dựa trên mã hóa mật khẩu công cộng. Mỗi địa chỉ có một mật khẩu công cộng và một mật khẩu cá nhân. Chỉ mật khẩu cá nhân mới có khả năng giải mã dữ liệu mã hóa đi kèm với mật khẩu công cộng, vì vậy mật khẩu công cộng có thể được chia sẻ mà vẫn đảm bảo an toàn. Các địa chỉ Dogecoin là mật khẩu công cộng đã được băm, có độ dài 34 ký tự, bắt đầu bằng chữ "D".
Ví dụ: Địa chỉ của Dogecoin Foundation: DJ7zB7c5BsB9UJLy1rKQtY7c6CQfGiaRLM

## Khối lượng xu
Dogecoin đang đứng thứ 33 về khối lượng xu với khoảng gần 300 triệu USD (vào 28/02/2020) và đang có xu hướng giảm dần do sự lạm phát Dogecoin, ảnh hưởng đến giá trị xu.

## Thông số đào mỏ
Thông số của Dogecoin có vài điểm khác biệt so với Litecoin mặc dù dùng chung một thuật toán. Thời gian tạo khối của Dogecoin là 1 phút, và thời gian thay đổi mục tiêu là 4 giờ. Mỗi khối thưởng cho người tìm thấy một số xu nhất định theo bảng bên dưới. Từ khối thứ 600.001 trở đi, mỗi khối sẽ có mức thưởng cố định là 10.000 xu.

### Lịch khối
| Khối số...      | Phần thưởng mỗi khối     | Khối đầu tiên         | Số xu dự tính được đào | Tổng số xu dự tính được lưu hành |
| --------------- | ------------------------ | --------------------- | ---------------------- | -------------------------------- |
| 1-100.000       | 0-1.000.000 (ngẫu nhiên) | 08/12/2013            | 50.000.000.000         | 50.000.000.000                   |
| 100.001-200.000 | 0-500.000 (ngẫu nhiên)   | 14/02/2014 (ước tính) | 25.000.000.000         | 75.000.000.000                   |
| 200.001-300.000 | 0-250.000 (ngẫu nhiên)   | 25/04/2014 (ước tính) | 12.500.000.000         | 87.500.000.000                   |
| 300.001-400.000 | 0-125.000 (ngẫu nhiên)   | 03/07/2014 (ước tính) | 6.250.000.000          | 93.750.000.000                   |
| 400.001-500.000 | 0-62.500 (ngẫu nhiên)    | 10/09/2014 (ước tính) | 3.125.000.000          | 96.875.000.000                   |
| 500.001-600.000 | 0-31.250 (ngẫu nhiên)    | 19/11/2014 (ước tính) | 1.562.000.000          | 98.437.500.000                   |
| 600.001-∞       | 10.000                   | 27/01/2015 (ước tính) | 5.256.000.000 mỗi năm  | Vô hạn                           |